# Баркиярук
Абу-ль-Музаффар Рукну-д-дин Баркиярук ибн Малик-шах (тур. Berkyaruk; туркм. Berkýaryk — «Непоколебимый свет», перс. ابو المظفر رکن الدین برکیارق بن ملکشاه‎) — сельджукский султан с 1094 по 1105 год.
Он был сыном Мелик-шаха I и участвовал в междоусобных войнах против своих трех братьев, Махмуда, Санджара и Мухаммеда. После смерти Малик-шаха I его вдова Туркан-хатун сосредоточила власть в своих руках и провозгласила султаном своего 4-летнего сына Махмуда. Туркан-хатун двинулась из Багдада в Исфахан, где находился 12-летний Баркиярук. Баркиярук бежал в Рей и здесь был провозглашен султаном. В 1093 г. войска Туркан-хатун потерпели поражение под Баруджердом, а в 1094 г. были окончательно разбиты. В 1094 году Туркан-хатун и Махмуд скончались.
Правление 12-летнего Баркиярука было заполненно междоусобицами, политическими интригами и ожесточенной борьбой различных группировок. В 1093—1094 гг. правитель Сирии Тутуш захватил почти всю западную часть империи и объявил себя верховным султаном. В феврале 1095 г. он был разбит в битве неподалёку от Рея и пал в бою.
В 1095 году Баркиярук отправил в Хорасан против Арслан-Аргуна своего дядю Бёри Барса, однако Арслан-Аргуну удалось одержать верх. Через год в Хоросан отправился сводный брат султана Санджар, которому тогда было всего 11 лет. Реальное командование походом было в руках атабека Кумача. В начале 1097 года Арслан-Аргуна был убит собственным гулямом и Санджар весной 1097 г. без труда овладел всем Хорасаном.
В 1099 г. против Баркиярука выступил правитель Атропатена, его сводный брат Мухаммад. Баркиярук бежал в Хузистан и в 1100 году добрался до Хорасана, ожидая помощи от Санджара. Санджар сам выступил против Баркиярука и окончательно разбил его армию у селения Нушджан. Таким образом, Северный Иран и западные области Средней Азии оказались под властью Санджара. В 1101 г. в сражении близ Хамадана Баркиярук был разбит и едва спасся бегством с поля битвы. Баркиярук собрал другую армию и весной 1102 г. разбил Мухаммад в упорном бою. В 1103 г. Мухаммад был ещё раз наголову разбит у ворот Хлоя после чего ушёл в Хлат.
В 1104 г. братья договорились о разделе владений и Мухаммаду помимо Атропатена достались северо-западные провинции Ирана, области по Евфрату, Мосул и Сирию. Баркиярук сохранил большую часть Западного и Центрального Ирана, Хузистан, Дийарбакр и аль-Джазиру.
Баркиярук умер в 1105 в Баруджерде.